# Sindaci di Acquaviva delle Fonti
Di seguito l'elenco cronologico dei sindaci di Acquaviva delle Fonti e delle altre figure apicali equivalenti che si sono succedute nel corso della storia.

## Regno di Napoli (1806-1815)
| Periodo      | Periodo       | Primo cittadino         | Partito | Carica       | Note        |
| ------------ | ------------- | ----------------------- | ------- | ------------ | ----------- |
| 1805         | 1808          | Leonardo Bellisario     | -       | sindaco      | [ 1 ] [ 2 ] |
| gennaio 1809 | dicembre 1809 | Michele Parlante        | -       | sindaco      | [ 2 ]       |
| gennaio 1810 | aprile 1810   | Giulio Jacobellis       | -       | sindaco      | [ 2 ]       |
| aprile 1810  | dicembre 1810 | Francesco Paolo Aulenta | -       | sindaco      | [ 2 ]       |
| gennaio 1811 | dicembre 1812 | Eustachio Piragina      | -       | sindaco      | [ 3 ] [ 2 ] |
| gennaio 1813 | aprile 1813   | Sebastiano Luciani      | -       | sindaco      | [ 2 ]       |
| aprile 1813  | aprile 1813   | Cataldo Barbieri        | -       | sottosindaco | [ 2 ]       |
| aprile 1813  | dicembre 1815 | Francesco Paolo Aulenta | -       | sindaco      | [ 4 ] [ 2 ] |
| gennaio 1816 | febbraio 1817 | Donato Amenduni         | -       | sindaco      | [ 2 ]       |

## Regno delle Due Sicilie (1816-1861)
| Periodo       | Periodo       | Primo cittadino            | Partito | Carica           | Note         |
| ------------- | ------------- | -------------------------- | ------- | ---------------- | ------------ |
| febbraio 1817 | luglio 1817   | Michele Parlante           | -       | sindaco          | [ 2 ]        |
| luglio 1817   | gennaio 1820  | Giulio Jacobellis          | -       | sindaco          | [ 2 ]        |
| gennaio 1820  | febbraio 1821 | Vito Marino Cirielli       | -       | sindaco          | [ 2 ]        |
| febbraio 1821 | gennaio 1823  | Gian Giacomo Pepe          | -       | sindaco          | [ 2 ]        |
| gennaio 1823  | giugno 1824   | Michele Parlante           | -       | sindaco          | [ 2 ]        |
| giugno 1824   | luglio 1826   | Francesco Racano           | -       | facente funzione | [ 2 ]        |
| luglio 1826   | giugno 1829   | Pietro Rossi               | -       | sindaco          | [ 2 ]        |
| giugno 1829   | marzo 1832    | Francesco Stella           | -       | sindaco          | [ 5 ] [ 2 ]  |
| marzo 1832    | maggio 1838   | Giovanni Pepe              | -       | sindaco          | [ 6 ] [ 2 ]  |
| maggio 1838   | dicembre 1840 | Girolamo Jacobellis        | -       | sindaco          | [ 7 ] [ 2 ]  |
| gennaio 1841  | maggio 1850   | Pietro Rossi               | -       | sindaco          | [ 8 ] [ 2 ]  |
| maggio 1850   | gennaio 1851  | Giovanni Memmola           | -       | facente funzione | [ 2 ]        |
| gennaio 1851  | febbraio 1851 | Giovanni Memmola           | -       | sindaco          | [ 2 ]        |
| febbraio 1851 | febbraio 1851 | Francesco Iacovelli        | -       | facente funzione | [ 2 ]        |
| febbraio 1851 | maggio 1853   | Giovanni Antonio Molignani | -       | facente funzione | [ 2 ]        |
| maggio 1853   | giugno 1853   | Giovanni Castellaneta      | -       | facente funzione | [ 2 ]        |
| maggio 1853   | maggio 1856   | Giovanni Antonio Molignani | -       | sindaco          | [ 9 ] [ 2 ]  |
| maggio 1856   | dicembre 1856 | Giovanni Castellaneta      | -       | facente funzione | [ 2 ]        |
| dicembre 1856 | agosto 1860   | Francesco Stella           | -       | sindaco          | [ 10 ] [ 2 ] |
| agosto 1860   | agosto 1861   | Francesco Panizza          | -       | sindaco          | [ 11 ] [ 2 ] |

## Regno d'Italia (1861-1946)
| Periodo        | Periodo        | Primo cittadino            | Partito                     | Carica                  | Note          |
| -------------- | -------------- | -------------------------- | --------------------------- | ----------------------- | ------------- |
| agosto 1861    | maggio 1864    | Francesco Stella           | -                           | sindaco                 | [ 12 ] [ 13 ] |
| maggio 1864    | dicembre 1866  | Giovanni Iacobellis        | -                           | sindaco                 | [ 13 ]        |
| dicembre 1866  | aprile 1867    | Francesco Panizza          | -                           | facente funzione        | [ 13 ]        |
| aprile 1867    | dicembre 1868  | Sebastiano Luciani         | -                           | sindaco                 | [ 13 ]        |
| dicembre 1868  | dicembre 1868  | Francesco Iacobellis       | -                           | facente funzione        | [ 13 ]        |
| dicembre 1868  | marzo 1869     | Eustachio Sivilla          | -                           | facente funzione        | [ 13 ]        |
| marzo 1869     | dicembre 1872  | Pietro Piragina            | -                           | sindaco                 | [ 13 ]        |
| gennaio 1873   | luglio 1874    | Sebastiano Luciani         | -                           | sindaco                 | [ 13 ]        |
| luglio 1874    | settembre 1874 | Leonardo Cappelli          | -                           | facente funzione        | [ 13 ]        |
| settembre 1874 | ottobre 1875   | Orazio Buttari             | -                           | facente funzione        | [ 13 ]        |
| ottobre 1875   | dicembre 1881  | Orazio Buttari             | -                           | sindaco                 | [ 13 ]        |
| gennaio 1882   | gennaio 1884   | Francesco Parlante         | -                           | facente funzione        | [ 13 ]        |
| gennaio 1884   | agosto 1884    | Francesco Parlante         | -                           | facente funzione        | [ 13 ]        |
| agosto 1884    | settembre 1884 | Nicola De Marinis          | -                           | facente funzione        | [ 13 ]        |
| settembre 1884 | dicembre 1884  | Francesco Pietroforte      | -                           | facente funzione        | [ 13 ]        |
| aprile 1885    | dicembre 1885  | Giovanni Melosci           | -                           | sindaco                 | [ 13 ]        |
| dicembre 1885  | ottobre 1886   | Giulio Iacobellis          | -                           | facente funzione        | [ 13 ]        |
| ottobre 1886   | luglio 1887    | Donato Marrone             | -                           | facente funzione        | [ 13 ]        |
| luglio 1887    | settembre 1887 | Violante Iacobellis        | -                           | facente funzione        | [ 13 ]        |
| settembre 1887 | ottobre 1888   | Giulio Iacobellis          | -                           | facente funzione        | [ 13 ]        |
| ottobre 1888   | dicembre 1888  | Carlo De Napoli            | -                           | facente funzione        | [ 13 ]        |
| dicembre 1888  | dicembre 1891  | Viscardo Viscardi          | -                           | sindaco                 | [ 14 ] [ 13 ] |
| gennaio 1892   | ottobre 1892   | Francesco Cirielli         | -                           | facente funzione        | [ 13 ]        |
| ottobre 1892   | dicembre 1898  | Francesco Cirielli         | -                           | sindaco                 | [ 13 ]        |
| gennaio 1899   | ottobre 1899   | Michele Luciani            | -                           | facente funzione        | [ 13 ]        |
| ottobre 1899   | novembre 1899  | Giacomo Gentile            | -                           | facente funzione        | [ 13 ]        |
| ottobre 1899   | novembre 1901  | Federico Grilli            | -                           | sindaco                 | [ 13 ]        |
| novembre 1901  | dicembre 1901  | Paolo D'Ancora             | -                           | commissario prefettizio | [ 13 ]        |
| dicembre 1901  | dicembre 1901  | Giacomo Virgilio           | -                           | commissario prefettizio | [ 13 ]        |
| gennaio 1902   | gennaio 1902   | Umberto Ricci              | -                           | commissario prefettizio | [ 13 ]        |
| gennaio 1902   | agosto 1902    | Giuseppe Zanetti           | -                           | commissario prefettizio | [ 13 ]        |
| agosto 1902    | ottobre 1904   | Francesco Cirielli         | -                           | sindaco                 | [ 13 ]        |
| ottobre 1904   | ottobre 1904   | Francesco Pietroforte      | -                           | facente funzione        | [ 13 ]        |
| ottobre 1904   | aprile 1905    | Gennaro Garavini           | -                           | sindaco                 | [ 13 ]        |
| aprile 1905    | marzo 1907     | Vito Francesco Pietroforte | -                           | sindaco                 | [ 13 ]        |
| marzo 1907     | ottobre 1908   | Giuseppe Perrone           | -                           | sindaco                 | [ 13 ]        |
| ottobre 1908   | dicembre 1913  | Francesco Cirielli         | -                           | sindaco                 | [ 13 ]        |
| gennaio 1914   | agosto 1914    | Giuseppe Cirielli          | -                           | sindaco                 | [ 13 ]        |
| agosto 1914    | agosto 1914    | Sante Perrone              | -                           | facente funzione        | [ 13 ]        |
| agosto 1914    | marzo 1920     | Eustachio De Bellis        | -                           | sindaco                 | [ 15 ] [ 13 ] |
| marzo 1920     | maggio 1920    | Michele Petruzzellis       | -                           | commissario prefettizio | [ 13 ]        |
| maggio 1920    | novembre 1920  | Michele Romano             | -                           | commissario prefettizio | [ 13 ]        |
| novembre 1920  | giugno 1921    | Vincenzo Mastrorocco       | Partito Socialista Italiano | sindaco                 | [ 16 ] [ 13 ] |
| giugno 1921    | ottobre 1922   | Donato Antonacci           | Partito Socialista Italiano | sindaco                 | [ 17 ] [ 13 ] |
| ottobre 1922   | maggio 1923    | Giuseppe Lupis             | -                           | commissario prefettizio | [ 13 ]        |
| maggio 1923    | maggio 1925    | Giacomo Giove              | -                           | commissario prefettizio | [ 13 ]        |
| maggio 1925    | aprile 1926    | Francesco Iacobellis       | -                           | commissario prefettizio | [ 13 ]        |
| aprile 1926    | luglio 1926    | Antonio Gabellone          | -                           | commissario prefettizio | [ 13 ]        |
| luglio 1926    | marzo 1927     | Stefano Lenoci             | -                           | sindaco                 | [ 18 ] [ 13 ] |

Podestà nominati dal governo
| Periodo       | Periodo       | Primo cittadino    | Partito                    | Carica                  | Note          |
| ------------- | ------------- | ------------------ | -------------------------- | ----------------------- | ------------- |
| marzo 1927    | marzo 1931    | Luigi Di Giuro     | Partito Nazionale Fascista | podestà                 | [ 13 ]        |
| agosto 1931   | agosto 1935   | Pietro Pietroforte | Partito Nazionale Fascista | podestà                 | [ 19 ] [ 20 ] |
| agosto 1935   | ottobre 1935  | Giuseppe Melosci   | Partito Nazionale Fascista | podestà                 | [ 20 ]        |
| ottobre 1935  | gennaio 1936  | Armando Giordano   | Partito Nazionale Fascista | podestà                 | [ 20 ]        |
| gennaio 1936  | gennaio 1938  | Pietro Pietroforte | -                          | commissario prefettizio | [ 20 ]        |
| gennaio 1938  | febbraio 1939 | Vito Cirielli      | -                          | commissario prefettizio | [ 20 ]        |
| febbraio 1939 | luglio 1939   | Antonio Sarno      | -                          | commissario prefettizio | [ 20 ]        |
| luglio 1939   | dicembre 1943 | Domenico Carnevale | Partito Nazionale Fascista | podestà                 | [ 20 ]        |
| dicembre 1943 | maggio 1944   | Francesco Piragine | -                          | commissario prefettizio | [ 20 ]        |

Sindaci nominati dal Comitato di Liberazione Nazionale
| Periodo     | Periodo     | Primo cittadino  | Partito              | Carica  | Note          |
| ----------- | ----------- | ---------------- | -------------------- | ------- | ------------- |
| maggio 1944 | maggio 1945 | Vito Pasciolla   | -                    | sindaco | [ 21 ] [ 20 ] |
| maggio 1945 | marzo 1946  | Donato Antonacci | -                    | sindaco | [ 22 ] [ 20 ] |
| marzo 1946  | giugno 1952 | Antonio Marino   | Democrazia Cristiana | sindaco | [ 23 ] [ 20 ] |

## Repubblica Italiana (dal 1946)
Sindaci eletti dal Consiglio comunale (1946-1993)
| Periodo          | Periodo          | Primo cittadino     | Partito                                 | Carica                  | Note                 |
| ---------------- | ---------------- | ------------------- | --------------------------------------- | ----------------------- | -------------------- |
| giugno 1952      | ottobre 1952     | Giovanni Francone   | Partito Socialista Italiano             | sindaco                 | [ 24 ] [ 20 ]        |
| ottobre 1952     | novembre 1953    | Tommaso Ciccarone   | Partito Liberale Italiano               | sindaco                 | [ 24 ] [ 20 ]        |
| novembre 1953    | novembre 1954    | Giovanni Cafaro     | Partito Liberale Italiano               | sindaco                 | [ 25 ] [ 20 ]        |
| novembre 1954    | giugno 1956      | Sebastiano Di Chio  | Partito Liberale Italiano               | sindaco                 | [ 25 ] [ 20 ]        |
| giugno 1956      | dicembre 1960    | Pietro Milella      | Democrazia Cristiana                    | sindaco                 | [ 26 ] [ 20 ]        |
| dicembre 1960    | dicembre 1964    | Vito Giorgio        | Democrazia Cristiana                    | sindaco                 | [ 27 ] [ 20 ]        |
| dicembre 1964    | novembre 1966    | Pietro Milella      | Democrazia Cristiana                    | sindaco                 | [ 28 ] [ 20 ]        |
| novembre 1966    | maggio 1969      | Gaetano Battista    | Democrazia Cristiana                    | sindaco                 | [ 29 ] [ 20 ]        |
| maggio 1969      | luglio 1970      | Giuseppe Majullari  | -                                       | commissario prefettizio | [ 30 ] [ 20 ]        |
| luglio 1970      | luglio 1972      | Giuseppe Jeva       | Democrazia Cristiana                    | sindaco                 | [ 31 ] [ 20 ]        |
| luglio 1972      | agosto 1975      | Vito Giorgio        | Democrazia Cristiana                    | sindaco                 | [ 32 ] [ 20 ]        |
| agosto 1975      | dicembre 1976    | Gaetano Battista    | Democrazia Cristiana                    | sindaco                 | [ 33 ] [ 20 ]        |
| dicembre 1976    | giugno 1977      | Giuseppe Pellecchia | Partito Socialista Italiano             | sindaco                 | [ 33 ] [ 20 ]        |
| giugno 1977      | gennaio 1978     | Gaetano Battista    | Democrazia Cristiana                    | sindaco                 | [ 33 ] [ 20 ]        |
| gennaio 1978     | marzo 1979       | Pietro Milella      | Democrazia Cristiana                    | sindaco                 | [ 33 ] [ 20 ]        |
| marzo 1979       | agosto 1980      | Silvio Cirielli     | Partito Socialista Democratico Italiano | sindaco                 | [ 34 ] [ 20 ]        |
| agosto 1980      | dicembre 1981    | Achille Signorile   | Partito Socialista Italiano             | sindaco                 | [ 34 ] [ 20 ]        |
| dicembre 1981    | febbraio 1982    | Achille Tamburrino  | Partito Socialista Italiano             | sindaco                 | [ 34 ] [ 20 ]        |
| febbraio 1982    | febbraio 1985    | Pietro Milella      | Democrazia Cristiana                    | sindaco                 | [ 34 ] [ 20 ]        |
| febbraio 1985    | luglio 1985      | Antonio Tenace      | -                                       | commissario prefettizio | [ 35 ] [ 20 ]        |
| luglio 1985      | settembre 1986   | Saverio Vavalle     | Partito Socialista Italiano             | sindaco                 | [ 35 ] [ 20 ]        |
| settembre 1986   | marzo 1991       | Giovanni Tria       | Democrazia Cristiana                    | sindaco                 | [ 35 ] [ 20 ]        |
| marzo 1991       | giugno 1993      | Carlo Laera         | Democrazia Cristiana                    | sindaco                 | [ 36 ] [ 20 ]        |
| 2 giugno 1993    | 20 dicembre 1993 | Vitantonio Petrelli | La Rete                                 | sindaco                 | [ 37 ] [ 38 ] [ 20 ] |
| 20 dicembre 1993 | 1º luglio 1994   | Giuseppe Majullari  | -                                       | commissario prefettizio | [ 37 ] [ 38 ] [ 20 ] |

Sindaci eletti direttamente dai cittadini (dal 1993)
| Periodo        | Periodo         | Primo cittadino                   | Partito                                                   | Carica                  | Note                        |
| -------------- | --------------- | --------------------------------- | --------------------------------------------------------- | ----------------------- | --------------------------- |
| 1º luglio 1994 | 10 gennaio 1996 | Giuseppe Nettis                   | Progressisti                                              | sindaco                 | [ 39 ] [ 38 ] [ 40 ] [ 20 ] |
| 10 giugno 1996 | 16 aprile 2000  | Nicola D'Ambrosio                 | civiche di centro-sinistra                                | sindaco                 | [ 38 ] [ 40 ] [ 20 ]        |
| 1º maggio 2000 | 8 giugno 2000   | Francesco Pistilli                | civiche di centro-destra                                  | sindaco                 | [ 38 ] [ 40 ] [ 20 ]        |
| 8 giugno 2000  | 28 maggio 2001  | Alfonso Magnatta                  | -                                                         | commissario prefettizio | [ 38 ] [ 20 ]               |
| 28 maggio 2001 | 30 maggio 2006  | Francesco Pistilli                | civiche di centro-destra                                  | sindaco                 | [ 38 ] [ 40 ] [ 20 ]        |
| 30 maggio 2006 | 3 agosto 2009   | Francesco Pistilli                | civiche di centro-destra                                  | sindaco                 | [ 38 ] [ 40 ] [ 20 ]        |
| 3 agosto 2009  | 30 marzo 2010   | Maria Filomena Dabbicco           | -                                                         | commissario prefettizio | [ 38 ] [ 20 ]               |
| 13 aprile 2010 | 8 gennaio 2013  | Francesco Squicciarini            | Italia dei Valori, Io Sud, PD, Unione di Centro, civica   | sindaco                 | [ 41 ] [ 38 ] [ 40 ] [ 42 ] |
| 8 gennaio 2013 | 11 giugno 2013  | Fernando Mone                     | -                                                         | commissario prefettizio | [ 43 ] [ 38 ]               |
| 11 giugno 2013 | 24 giugno 2018  | Davide Francesco Ruggero Carlucci | PD, Sinistra Ecologia Libertà, civiche                    | sindaco                 | [ 44 ] [ 38 ] [ 40 ]        |
| 7 luglio 2018  | 28 maggio 2023  | Davide Francesco Ruggero Carlucci | civiche                                                   | sindaco                 | [ 45 ] [ 38 ] [ 40 ]        |
| 29 maggio 2023 | in carica       | Marco Lenoci                      | Forza Italia, Fratelli d'Italia, civiche di centro-destra | sindaco                 | [ 38 ] [ 40 ]               |

### Esplicative
1. ↑  Compagnia delle Arti.
2. ↑  Lista Viva!, Nuova Acquaviva.
3. ↑  Abc Ambiente Benessere Comunità, Democratici. per Acquaviva, Lista Viva!, Nuova Acquaviva, Primavera Acquavivese.
4. ↑  Marco Lenoci per Acquaviva, Senso Civico, Noi Moderati con Lenoci Sindaco.

### Bibliografiche
1. ↑  Mastrorocco, 2002, cap. 4, § 1805.
2. 1 2 3 4 5 6 7 8 9 10 11 12 13 14 15 16 17 18 19 20 21 22 23 24 25 26 27 28 29  Mastrorocco, 2009, p. 365.
3. ↑  Mastrorocco, 2002, cap. 4, 
§ 1811,
4. ↑  Mastrorocco, 2002, cap. 4, § 1813.
5. ↑  Mastrorocco, 2002, cap. 4, § 1831.
6. ↑  Mastrorocco, 2002, cap. 4, § 1832.
7. ↑  Mastrorocco, 2002, cap. 4, § 1838.
8. ↑  Mastrorocco, 2002, cap. 4, § 1841.
9. ↑  Mastrorocco, 2002, cap. 4, § 1853.
10. ↑  Mastrorocco, 2002, cap. 4, § 1857.
11. ↑  Mastrorocco, 2002, cap. 4, § 1860.
12. ↑  Mastrorocco, 2002, cap. 4, § 1861.
13. 1 2 3 4 5 6 7 8 9 10 11 12 13 14 15 16 17 18 19 20 21 22 23 24 25 26 27 28 29 30 31 32 33 34 35 36 37 38 39 40 41 42 43 44 45 46 47 48 49 50  Mastrorocco, 2009, p. 366.
14. ↑  Mastrorocco, 2002, cap. 4, § 1889.
15. ↑  Mastrorocco, 2002, cap. 5, § 1914.
16. ↑  Mastrorocco, 2002, cap. 5, § 1920.
17. ↑  Mastrorocco, 2002, cap. 5, § 1921.
18. ↑  Mastrorocco, 2002, cap. 5, § 1926.
19. ↑  Mastrorocco, 2002, cap. 5, § 1931.
20. 1 2 3 4 5 6 7 8 9 10 11 12 13 14 15 16 17 18 19 20 21 22 23 24 25 26 27 28 29 30 31 32 33 34 35 36 37 38 39 40 41 42 43  Mastrorocco, 2009, p. 367.
21. ↑  Mastrorocco, 2002, cap. 5, § 1944.
22. ↑  Mastrorocco, 2002, cap. 5, § 1945.
23. ↑  Mastrorocco, 2002, cap. 5, § 1946-1947.
24. 1 2  Mastrorocco, 2002, cap. 5, § 1952.
25. 1 2  Mastrorocco, 2002, cap. 5, § 1953-1954.
26. ↑  Mastrorocco, 2002, cap. 5, § 1956.
27. ↑  Mastrorocco, 2002, cap. 5, § 1960.
28. ↑  Mastrorocco, 2002, cap. 5, § 1964.
29. ↑  Mastrorocco, 2002, cap. 5, § 1966.
30. ↑  Mastrorocco, 2002, cap. 5, § 1969.
31. ↑  Mastrorocco, 2002, cap. 5, § 1970.
32. ↑  Mastrorocco, 2002, cap. 5, § 1972.
33. 1 2 3 4  Mastrorocco, 2002, cap. 5, § 1975-1978.
34. 1 2 3 4  Mastrorocco, 2002, cap. 5, § 1979-1982.
35. 1 2 3  Mastrorocco, 2002, cap. 5, § 1985-1986.
36. ↑  Mastrorocco, 2002, cap. 5, § 1991.
37. 1 2  Mastrorocco, 2002, cap. 5, § 1993.
38. 1 2 3 4 5 6 7 8 9 10 11 12 13 14   Anagrafe degli amministratori locali e regionali, su amministratori.interno.it. URL consultato il 22 gennaio 2021.
39. ↑  Mastrorocco, 2002, cap. 5, § 1994.
40. 1 2 3 4 5 6 7 8 9   Storico Elezioni Comunali di Acquaviva delle Fonti, su tuttitalia.it. URL consultato il 22 gennaio 2021.
41. ↑   SQUICCIARINI NUOVO SINDACO DI ACQUAVIVA, su acquavivanet.it, 12 aprile 2010. URL consultato il 28 giugno 2021 (archiviato dall'url originale il 26 agosto 2021).
42. ↑   Stefania D'Amore, Si dimette il Sindaco di Acquaviva delle Fonti, su affaritaliani.it, 8 gennaio 2013. URL consultato il 28 giugno 2021 (archiviato dall'url originale il 26 agosto 2021).
43. ↑   Nominato il Commissario prefettizio: è Fernando Mone, viceprefetto di Bari, su acquavivalive.it, 9 gennaio 2013. URL consultato il 29 agosto 2021.
44. ↑   Elezioni: è Davide Carlucci il nuovo sindaco di Acquaviva, su acquavivalive.it, 10 giugno 2013. URL consultato il 26 agosto 2021.
45. ↑   Comunali 2018 Acquaviva: Davide Carlucci rieletto sindaco, su baritoday.it, 28 giugno 2018. URL consultato il 28 giugno 2021.